# Leptobrachium ailaonicum
Leptobrachium ailaonicum es una especie de anfibios de la familia Megophryidae.

## Distribución geográfica
Se encuentra en la provincia de Yunnan (China) y en el norte de Vietnam.

## Estado de conservación
Se encuentra amenazada por la pérdida de su hábitat natural.